# Fanfare for St Edmundsbury
Fanfare for St Edmundsbury è una fanfara per tre trombe scritta dal compositore britannico Benjamin Britten per una "Pageant of Magna Carta" nei giardini della cattedrale di St Edmundsbury, Bury St Edmunds nel 1959.

## Analisi tecnica
La fanfara è scritta per tre trombe. Le parti sono annotate per le moderne trombe in do maggiore; tuttavia, in realtà sono scritte usando solo le note di tre diverse serie armoniche basate su fa, do e re e potrebbero quindi essere eseguite su tre trombe naturali in quelle tre tonalità. Le trombe naturali non sono state specificate dal compositore; in effetti poreva essere un po' presto per la riscoperta del suono naturale della tromba perché fosse prudente farlo. Questa tecnica era stata utilizzata dai compositori classici nella scrittura della sezione di fiati, per consentire di suonare linee al di fuori della scala naturale (ad esempio 2 corni in do e 2 corni in re o mi bemolle). Alcune delle prime sperimentazioni di questa tecnica sono dimostrate da F.G.A. Dauverné dal 1850 circa. Dauvernè fu maestro di Jean-Baptiste Arban (il padre della moderna tromba) e scrisse uno degli ultimi metodi per l'arte morente del suonare la tromba naturale, inclusi alcuni dei primi esercizi per la cornetta e la tromba a valvole. Tuttavia la partitura è talvolta presa come un segnale sufficiente per giustificare di suonarla su trombe naturali, sulle quali funziona bene. Questo uso multitonale di strumenti naturali è un trucco interessante che potrebbe aver causato qualche sorpresa al culmine del potere della tromba naturale nell'era barocca, quando tre che suonavano insieme sarebbero stati quasi sempre nella stessa tonalità. L'esecuzione della fanfara sui moderni strumenti a valvole rimane la norma e non diminuisce l'effetto: le parti sembrano ancora linee di tromba naturali. Britten ha commentato: "I trombettieri dovrebbero essere posizionati il più lontano possibile, anche quando la Fanfara viene suonata al chiuso".

## Descrizione
Ogni tromba suona a turno una sola "strofa". Queste non sono solo separate l'una dall'altra nella tonalità ma anche nello stile: sebbene includano tutte alcune note lunghe alla fine della frase, nel complesso una è un 6⁄8 dinamico, una un'affermazione audace dal suono marziale e una è una serie di morbidi arpeggi. Quindi quando alla fine entrano tutte insieme e suonano le loro strofe simultaneamente, l'effetto iniziale sembra caotico. Man mano che l'ultima riproduzione procede, l'ascoltatore si rende conto gradualmente che un'unità sta emergendo dal caos mentre le note lunghe iniziano a stabilizzarsi e sovrapporsi: nelle ultime battute le tre trombe suonano insieme accordi trionfali.

## Incisioni
Sono disponibili molte registrazioni, ma quasi sempre su compilation di ottoni moderni o musica di fanfara: il pezzo è così breve che non è quasi mai presentato da solo. Le registrazioni sono state effettuate dal Philip Jones Brass Ensemble e gruppi simili.